# Azuma (1899)
Azuma byl pancéřový křižník postavený ve francouzských loděnicích pro japonské císařské námořnictvo. Ve službě byl v letech 1900–1941. Účastnil se rusko-japonské války. Od roku 1914 sloužil především k výcviku. Sešrotován byl roku 1946.

## Stavba

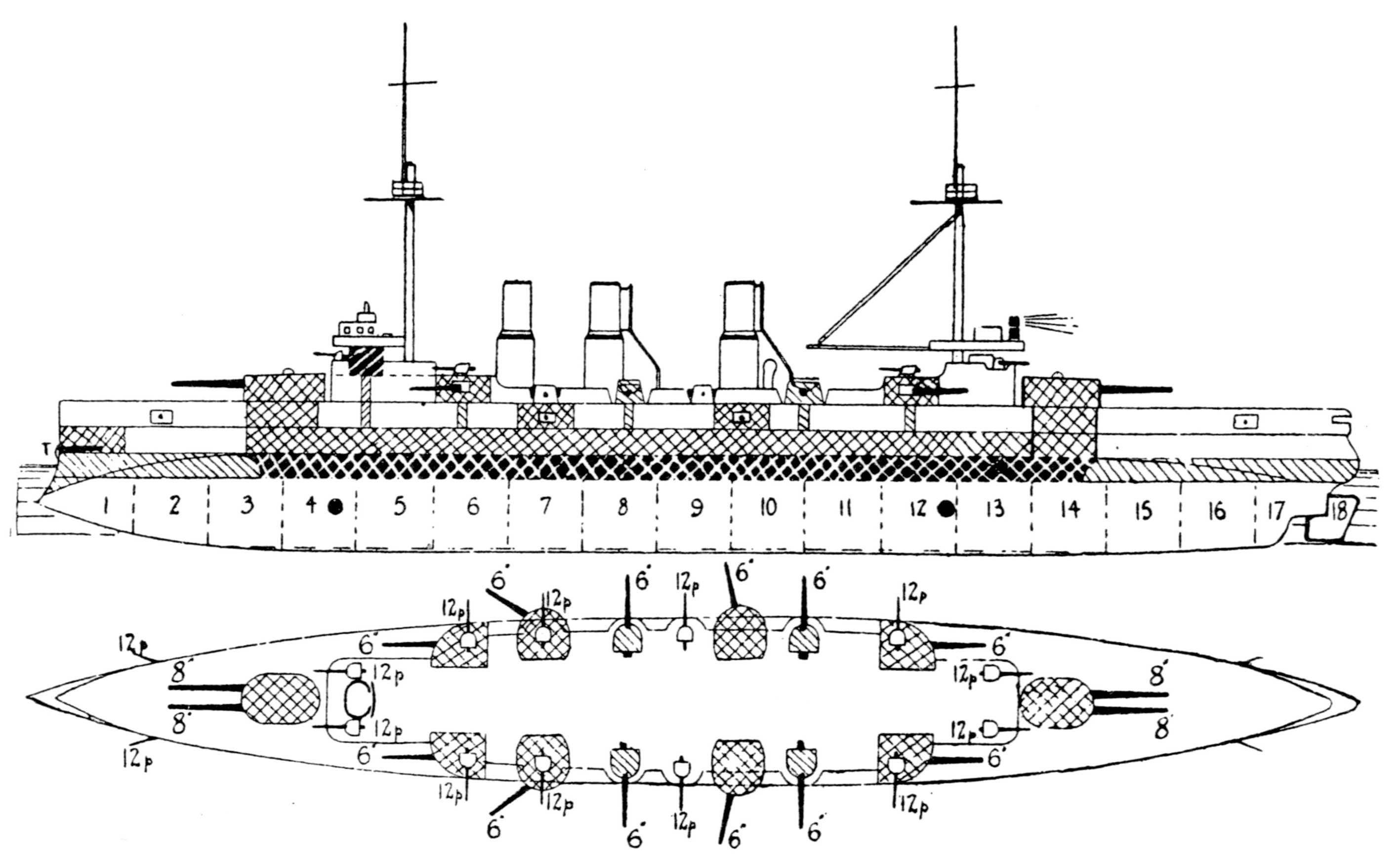
Azuma

Stavba pancéřového křižníku Azuma byla objednána u francouzské loděnice Ateliers et Chantiers de la Loire v St. Nazaire. Využíval britskou hlavní výzbroj. Stavba byla zahájena v březnu 1898, dne 24. června 1899 byla spuštěna na vodu a 28. července 1900 byla přijata do služby.

## Konstrukce
Výzbroj tvořily čtyři 203mm kanóny ve dvoudělových věžích, dvanáct 152mm kanónů, dvanáct 76mm kanónů, dvanáct 47mm kanónů a pět 450mm torpédometů. Pohonný systém tvořilo 24 kotlů Belleville a dva parní stroje s trojnásobnou expanzí o výkonu 17 000 hp, pohánějící dva lodní šrouby. Nejvyšší rychlost dosahovala 20 uzlů. Dosah byl 7000 námořních mil při rychlosti 10 uzlů.

## Služba
Křižník Jakumo byl bojově nasazen za rusko-japonské války. Od roku 1914 sloužil k výcviku. Od roku 1921 byl klasifikován jako  kaibókan a částečně odzbrojen. Od roku 1941 byl zbaven výzbroje a upraven na hulk. Dne 18. července 1945 byl v Jokosuce těžce poškozen americkými palubními letadly svazu TF 38. Po válce byl sešrotován.